# Menodóra
A Menodóra görög eredetű női név, jelentése: a hónap ajándéka.

## Gyakorisága
Az 1990-es években szórványos név, a 2000-es években nem szerepel a 100 leggyakoribb női név között.

## Névnapok
- február 6.[2]
- szeptember 10.[2]

## Idegen nyelvű változatai
- ógörög, olasz, latin: Menodora
- újgörög: Mīnodōra
- lengyel: Menodorą
- orosz, román: Minodora